# Allen Iverson

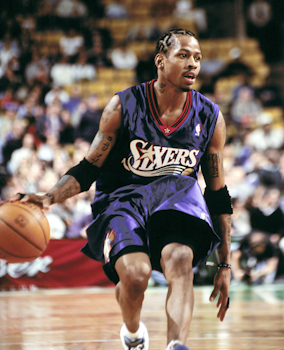
Allen Iverson med Philadelphia 76ers, 2001.

Allen Ezail Iverson, född  7 juni 1975 i Hampton i Virginia, även kallad A.I. och The Answer, är en amerikansk före detta basketspelare. Han spelade under största delen av sin karriär för Philadelphia 76ers (1996-2006 och 2009–2010). Han spelade som både point guard och shooting guard under sin karriär.
En av Allen Iversons främsta styrkor anses vara cross-over (ett snabbt handbyte från höger till vänster eller tvärt om) och han tar sig mycket snabbt förbi sina motståndare, som ofta har svårt att stoppa honom.

## Biografi
Iverson gick på Georgetown University och spelade då även amerikansk fotboll. Han gick till NBA 1996 efter att ha blivit vald först av alla i NBA-draften av Philadelphia 76ers.

## Milstolpar
- Den 23 januari 2007 blev han den trettionde spelaren i NBA att ha gjort 20 000 poäng i karriären. Totalt gjorde han 24 368 poäng.
- Iversons poängbästa under en och samma match är 60 poäng.

## Priser och utmärkelser
Han har blivit utsedd till bland annat NBA Rookie of the Year en gång, NBA Most Valuable Player en gång och NBA All-Star Game MVP två gånger.
År 2016 blev han invald i Naismith Memorial Basketball Hall of Fame. 